# Moshe Kelman
Moshe Kelman (משה קלמן, né le 2 septembre 1923 et mort le 19 décembre 1980), est un officier israélien (alouf mishné, soit colonel). Selon le témoignage de plusieurs de ses soldats,, Kelman a donné l’ordre du massacre d'Ein al-Zeitoun. Il est aussi un acteur-clé de l’expulsion des Palestiniens de Lydda et de Ramle, au cours de laquelle des massacres ont eu lieu,,,.

## Jeunesse
Moshe Kelman nait à Mazkeret Batya en Palestine mandataire et grandit à Ness Ziona, Rehovot et Ramat Ha-Sharon. Il rejoint la Haganah à l’âge de 15 ans. En 1940, il s’installe à Eïn-Harod et rejoint le Palmach en 1941. Il devient officier au sein du Palmach.
Début 1947, Kelman est affecté par la Haganah à la direction de l’exécution et des inhumations d’un Juif accusé de collaborer avec les Britanniques. L’exécution a lieu au kibboutz Dafna,.

## Guerre de 1947-1949
Au déclenchement de la guerre civile de 1947-1948 en Palestine mandataire, Kelman est un haut responsable du Palmach. Il conduit le raid sur al-Khisas (au cours duquel au minimum dix Palestiniens sont tués, hommes, femmes et enfants) le 18 décembre 1947. Quand une femme membre du Palmach refusa de jeter une grenade dans une pièce où on entendait un enfant pleurer, Kelman répliqua qu’elle ne devait pas servir dans les opérations de combat mais plutôt « à cuisiner et faire le service ».
Le 15 février 1948, Kelman commande un détachement de 60 soldats qui attaque le village arabe de Sa'sa' en Haute Galilée, massacrant entre 11 et 80 Palestiniens selon les sources et détruisant quelques dizaines de maisons. Ces chiffres pourraient monter à seize maisons et le décompte total des tués serait de soixante morts selon Meron Benvenisti ou de 60 à 80 morts selon Ilan Pappé. L’armée britannique fournit son concours en transportant les deux blessés juifs (par des pierres projetées par les explosions) à l’hôpital de Safed. L’histoire officielle de la Haganah retient que ce fut l’un des raids les plus audacieux de la guerre. L’opération coïncide avec plusieurs autres attaques sur des cibles arabes ; son but était de démontrer qu’aucun village n’était hors d’atteinte de la Haganah et de remonter le moral du public juif après l’échec du convoi des 35 (en) lors d’une tentative de la Haganah d’atteindre l’avant-poste de Kfar Etzion un mois auparavant. Selon l’histoire officielle de la Haganah, le village était une base de combattants arabes. Kelman avait pour ordres de détruire une vingtaine de maisons et de tuer le plus grand nombre possible de combattants. Dans le récit de l’attaque, une dizaine de maisons sont détruites des dizaines de personnes tuées. Selon Kelman, 35 maisons ont été détruites et 60 à 80 personnes tuées,.
Il dirige l’attaque de Taytaba peu après.

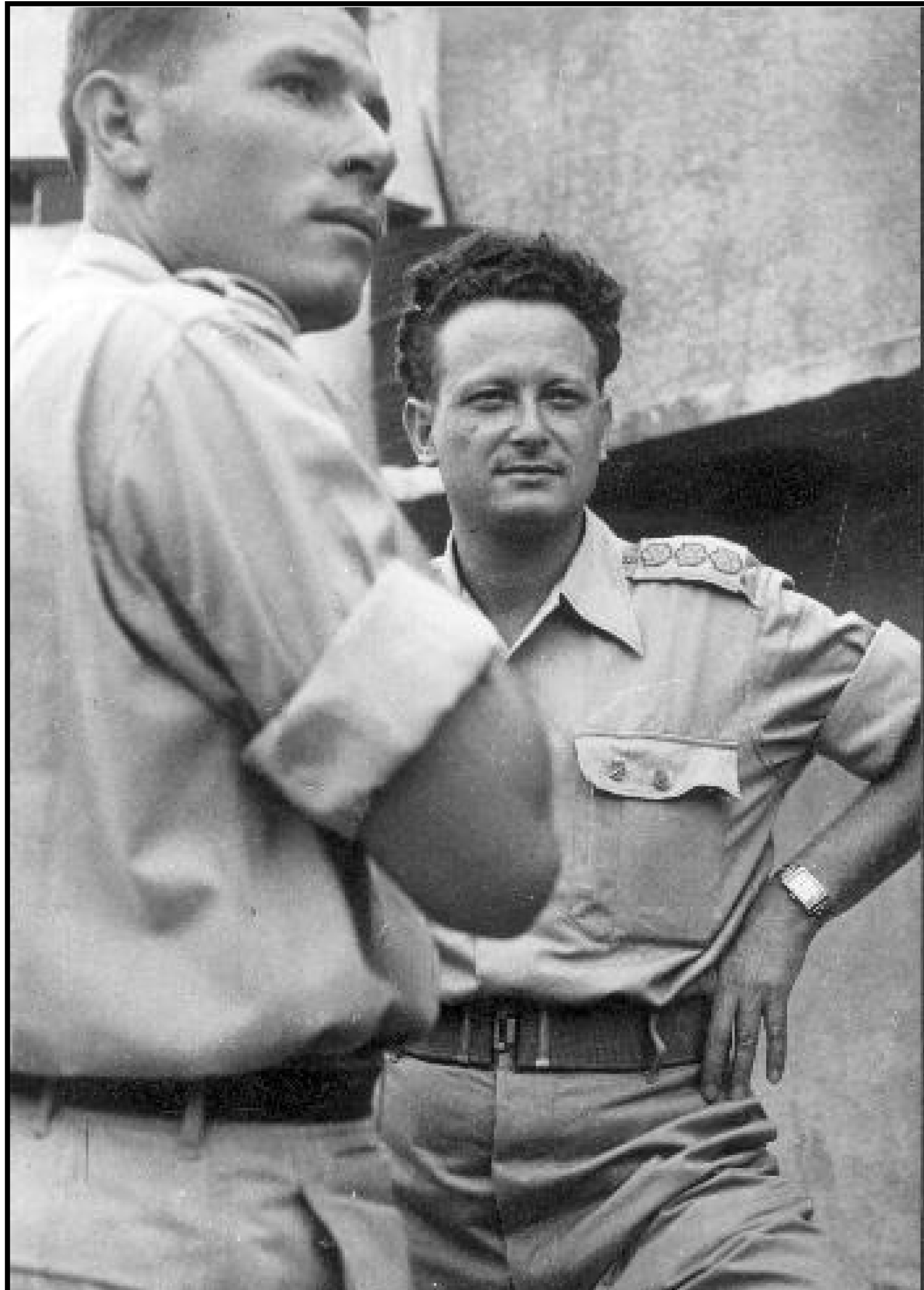
Moshe Kelman (à gauche) avec Yigal Allon, 1948.

En avril 1948, il devient commandant opérationnel du troisième bataillon du Palmach.
Le 1er mai, il commande l’attaque de ce bataillon sur Ein al-Zeitoun, au cours de l’opération Yiftah. Deux ou trois jours après, il ordonne d’abattre « environ 70 » prisonniers arabes dans un ravin entre Safad et Ein al-Zeitoun, dont de nombreux adolescents faits prisonniers à Ein al-Zeitun. Selon Netiva Ben-Yehuda (en), elle-même membre du groupe qui attaqua Ein al-Zeitoun, les prisonniers étaient attachés et ont été abandonnés dans le ravin pendant deux jours. Kelman a alors décidé « régler ce problème maintenant » mais la plupart de ses hommes ont refusé. Finalement, il trouve deux volontaires qui abattent les prisonniers. Deux jours après, lorsque des rumeurs de massacre surgissent et que la crainte que des enquêteurs britanniques, de la Croix-Rouge ou de l’ONU découvre le massacre, certains soldats, dont Ben-Yehuda, sont envoyés détacher les corps et les enterrer,. D’après Ilan Pappé, une des raisons de ce massacre et de beaucoup d’autres est que la Haganah n’avait pas d’installations pour emprisonner un grand nombre de prisonniers. À la fin du mois de mai, Hans Lebrecht (de), chargé de faire des travaux hydrauliques à côté du village d’Ein al-Zeitoun, qu’on lui avait dit « abandonné » a visité les ruines du village où il a vu de nombreux corps sous les décombres des maisons détruites, de femmes et d’enfants notamment près de la mosquée. Il est intervenu auprès de l’armée pour qu’elle brûle les corps. Ilan Pappé, à partir de ce témoignage et d’autres, estime que le nombre de morts est beaucoup plus élevé que les 70 généralement retenus.
Le 6 mai, Kelman commande la première attaque sur Safed mais ses troupes échouent à conquérir la ville.

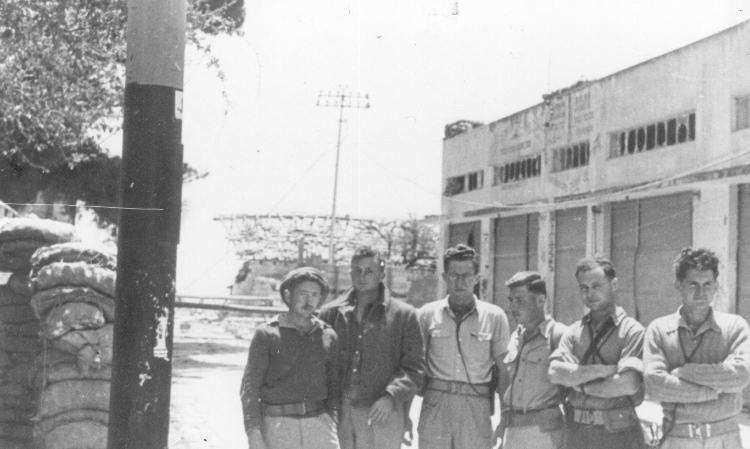
Les chefs de la brigade Yiftach à Safed en 1948. Elad Peled avec des lunettes, Moshe Kelman à sa droite.

Le 8 juin 1948, lors d’une attaque infructueuse sur Latroun, Kelman commande trois compagnies mais est forcé de battre en retraite sous le feu arabe. Il commande une partie des troupes qui encerclent les membres de l’Irgoun pendant l’affaire de l’Altalena à Tel Aviv, le 22 juin.
Le 12 juillet 1948, pendant l’opération Danny, Kelman commande le 3e bataillon de la brigade Yiftach lors de l’expulsion des Palestiniens de Lydda et de Ramle. Après quelques coups de feu, ses troupes reçoivent l’ordre de tirer sur « toute cible claire » et sur « toute personne se trouvant dans la rue ». En deux heures et demi, environ 250 personnes sont tuées et de nombreuses blessées,. Kelman est ensuite transféré à la brigade du Néguev et participe à l’opération Yoav.

## Vie après la guerre de 1947-49
Kelman quitte l’armée en 1951. Il part ensuite étudier l’économie et le génie industriel aux États-Unis, à l’université Columbia. Ayant obtenu un bachelor of Arts, il retourne en Israël, où il travaille comme consultant en investissements et à la conception et la construction d’usines et de zones industrielles. Il meurt d’un cancer en 1980.